# Имперские соборы
Кайзерский или императорский собор (нем. Kaiserdom) — традиционное название для романского собора, построенного под прямым покровительством императора Священной Римской империи. Рядом с собором зачастую строился императорский пфальц (дворец).  Такой собор автоматически становился кафедрой епископа. 
Главной отличительной чертой имперских соборов является наличие двух хоров в начале и конце нефа. Вторые, дополнительные хоры предназначались для императора и его семьи. Таким образом имперская власть ставилась на один уровень с властью Бога, а положение хоров олицетворяло также и некое разделение власти между Богом и кайзером.

## Рейнские соборы
Первым собором был Шпайерский собор (нем. Kaiser- und Mariendom zu Speyer), строительство которого началось в 1030 году императором Конрадом II. Собор должен был стать фамильной усыпальницей представителей Салической династии. Впоследствии собор перестраивали под Генриха IV, а в 1082—1104 годах увеличили своды.
При Генрихе IV статус имперского собора получили три храма: Шпайерский, Майнцский и Вормсский соборы. Майнцский собор построили под непосредственным контролем Генриха, Вормсский же приобщился к имперским соборам за монументальность и торжественность. Все три строения были расположены в городах на Рейне, из-за чего их называют Рейнскими имперскими соборами.

## Прочие соборы
На достигнутом строительство имперских соборов не остановилось. Так и называющийся Имперский собор строился под покровительством императора Лотаря II в городе Кёнигслуттер. При Генрихе II Святом возвели Бамбергский собор, где после свой смерти император был канонизирован. Имперскими также считаются Ахенский собор и Франкфуртский собор, поскольку в них проводились коронации императоров и кайзеров.
Соборы, строившиеся под патронатом императоров с XII века, не имеют того же сакрального статуса, как их предшественники. Скажем, пражский собор Святого Вита строился при непосредственном покровительстве императора Карла IV и был призван стать главным храмом империи, однако кайзерским этот собор никогда не называют.

## Список соборов
| Изображение | Название                                  | Предназначение |
| ----------- | ----------------------------------------- | --- |
|             | Ахенский собор Девы Марии                 | Храм возник вокруг Палатинской капеллы при дворце Карла Великого, который там похоронен. С 936 по 1531 в Ахенском соборе проходили церемонии коронации германских королей.                                                                                               |
|             | Шпайерский собор Девы Марии и св. Стефана | Постройка императоров Салической династии и место их упокоения. |
|             | Майнцский собор свв. Мартина и Стефана    | Заложен императором Генрихом IV. В более ранней церкви на этом месте состоялась коронация Генриха II (1002) и Конрада II (1024). |
|             | Вормсский собор св. Петра                 | Место, где император Генрих V заключил Вормсский конкордат с папой Каликстом II |
|             | Бамбергский собор свв. Петра и Георгия    | Заложен Генрихом II Святым и Кунигундой Люксембургской. Место захоронения этой венценосной четы. |
|             | Франкфуртский собор св. Варфоломея        | Предшественник нынешнего храма был заложен Людовиком Благочестивым. Согласно Золотой булле, в соборе с 1376 года проводились выборы королей Германии. С 1531 года здесь проходила церемония коронации королей Германии, а с 1562 года — и римско-германских императоров. |
|             | Кёнигслуттерский собор свв. Петра и Павла | Заложен императором Лотарем II. Место захоронения этого монарха. |